# ウッドフォードリザーブ

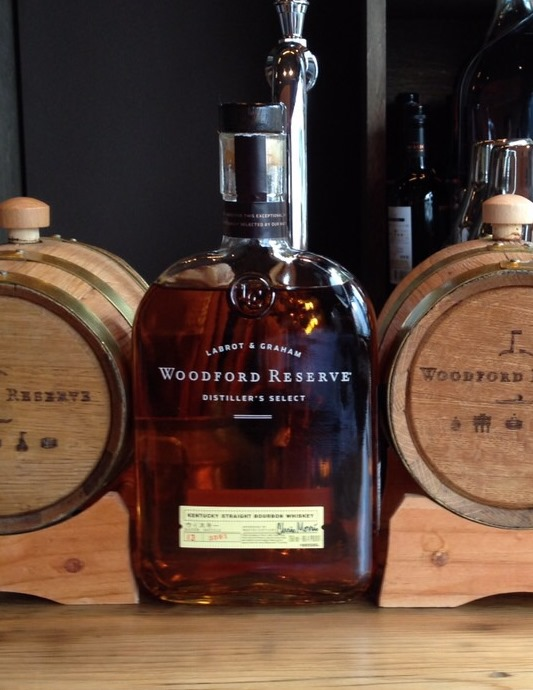
Woodford Reserve Distiller's Select

ウッドフォードリザーブ（Woodford Reserve）はバーボン・ウィスキーの銘柄。製造はケンタッキー州ウッドフォード郡ヴァーセイルズ市。スモールバッチ（少量生産）バーボンとして分類される、昔ながらのこだわりの製法を今なお続けている高級バーボンである。このブランドはテネシー・ウイスキー、ジャックダニエルのブランドオーナーであるブラウンフォーマンが所有しており、日本ではブラウンフォーマンジャパン株式会社が輸入販売を行っている。
また、競馬のケンタッキーダービーのオフィシャルバーボンとしても知られている。

## ラインナップ
- ウッドフォードリザーブ（参考小売価格：4,090円）
- ウッドフォードリザーブ ダブルオークド（2016年7月日本発売、参考小売価格：4,090円）
- ウッドフォードリザーブ ライ（参考小売価格：4,300円）
- ウッドフォードリザーブ マスターズコレクション セレクトアメリカンオーク（2019年10月日本発売、参考小売価格：12,250円）
- ウッドフォードリザーブ ケンタッキーダービー2019（2019年10月日本発売、参考小売価格：5,660円）

## 歴史
1812年に創業したオールド・オスカー・ペッパー蒸留所が前身。1878年に経営者がレオポルド・ラブローとジェイムズ・グラハムに変わり、ラブロー＆グラハム蒸留所と名を変える。1941年にブラウン・フォーマン社が一旦買収するも、1972年に近隣の農家へ売却。1994年にブラウン=フォーマン社が再度土地を買い戻し、蒸溜所再建計画がスタートされ、その際に現在も使用されている糸杉製の発酵槽や銅製のポットスティルが導入され、製造が開始。2003年にはブランド名と同じ、ウッドフォードリザーブ蒸留所に改名し、現在に至る。バーボンとして現存する最古の蒸留所のひとつと言われている。ウッドフォードリザーブ蒸留所はアメリカ合衆国国家歴史登録財およびアメリカ合衆国国定歴史建造物に指定されている。

## 製法

### 穀物比率
トウモロコシ72%、ライ麦18%、大麦麦芽10%。

### 発酵
フロリダ産イトスギの木製発酵槽にて、通常のバーボンウイスキーの製造工程より長い、6日間かけて発酵させる。バーボンウイスキー独特の「サワーマッシュ方式」では通常バックセット（蒸溜廃液）を30〜40%戻すが、ウッドフォードリザーブの場合、バックセットの量を6%としている。

### 蒸溜
通常のアメリカンウイスキー（バーボン含む）がコラムスティルを使用して蒸溜するのに対し、伝統的な銅製ポットスティル（単式蒸溜器）を使用して蒸溜を行う。ウッドフォードリザーブの場合、スコッチと違い、3基のバルジ型ポットスティルを使用し、アルコール度数79%まで上げてゆく。

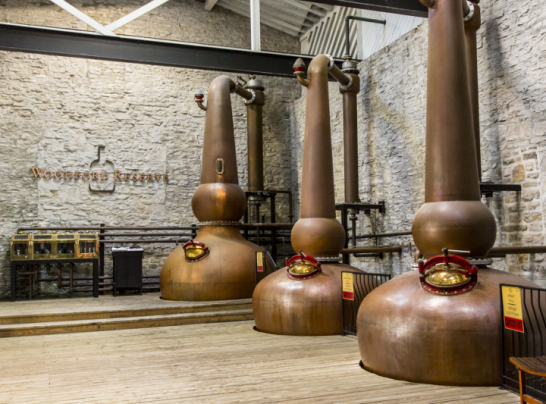

### 熟成
熟成に使用するアメリカンホワイトオークの新樽は、まず内側をトースト（炎で時間をかけて炙ること）してから、その後にチャー（強い炎で焼き焦がすこと）を施した、ウッドフォードリザーブ専用レシピにて造られたオーク樽を使用している。蒸溜した直後の度数の高い原酒を、フレーバーを極力残すため、アルコール度数55%まで加水してから樽に入れて熟成させる。

ウッドフォードリザーブ ダブルオークドは、通常の熟成を経た後、通常の熟成樽よりも約4倍時間をかけてトーストさせ、5秒間だけチャーを施した専用の新樽にて1年間熟成させている。

## カクテル
2010年以降、アメリカンウイスキーであるバーボン・ウイスキーやライ・ウイスキーをベースに使用したクラシックカクテルの人気が高まる中で、「オールド・ファッションド Old Fashioned」や「マンハッタン Manhattan」といったカクテルが、世界のバーにおける人気カクテルランキングにおいて上位を占めている。
ウッドフォードリザーブはケンタッキーダービーのオフィシャルバーボンという認知からミント・ジュレップに使用するウイスキーとして最も人気が高いだけでなく、世界のバーにおける人気カクテル「オールド・ファッションド」のベースとしても人気が高い。